# Azerbaigian e NATO

Logo di NATO

Le relazioni fra Azerbaigian e NATO rappresentano l’insieme dei rapporti, militarmente coordinati, tra l'Organizzazione del Trattato dell'Atlantico del Nord e lo Stato asiatico.
Nel 1991 venne istituito il Consiglio di cooperazione del Nord Atlantico, il cui obiettivo era quello di dirigere l'organizzazione negli sviluppi imminenti previsti. Il primo incontro ebbe luogo il 20 dicembre 1991 e la Repubblica dell'Azerbaigian si unì al Consiglio di cooperazione.

## Partenariati di collaborazione
La partnership tra l'Azerbaigian e la NATO iniziò il 4 maggio 1994, quando Baku aderì al programma di "Partenariato per la pace" della NATO. I rapporti tra l'Azerbaigian e la NATO iniziarono a concretizzarsi a partire dal marzo del 1992, dopo l'adesione della nazione al Consiglio di partenariato del Nord Atlantico.

### XX secolo

#### 1994
Nel gennaio del 1994 venne adottata una dichiarazione che rifletteva la situazione politica nella regione del Caucaso meridionale. La dichiarazione condannò l'uso della forza con il fine di occupare i territori e la mancanza di rispetto per l'integrità territoriale, l'indipendenza e la sovranità dei paesi del Caucaso meridionale, elemento importante per la creazione della pace, della stabilità e della cooperazione in tutta la regione.
Al Consiglio della NATO, svoltosi a Bruxelles, il 10-11 gennaio 1994, venne adottato il programma di Partenariato per la Pace (Partnership for Peace — PfP). Gli inviti al programma del PfP vennero inviati a tutti i paesi che avrebbero partecipato al Consiglio di cooperazione del Nord Atlantico, nonché agli Stati membri dell'OSCE. Anche Heydər Əliyev, il 3-4 maggio 1994, nel quadro della sua visita ufficiale in Belgio, firmò il documento quadro del Programma di partenariato della NATO. Da quel momento l'Azerbaigian divenne il quindicesimo stato a firmare il programma. La firma prevedeva una cooperazione su larga scala dell'Azerbaigian con l'Organizzazione del Trattato del Nord Atlantico.
Nel giugno del 1994 la delegazione dell'Azerbaigian prese parte per la prima volta alla sessione della NATO.

#### 1995
Il 23 aprile 1995 Heydər Əliyev si presentò al segretario generale della NATO Javier Solana con le "credenziali" sulla cooperazione tra l'Azerbaigian e il blocco del Nord Atlantico.

#### 1996
Il 22 aprile 1996, durante la sua visita a Bruxelles, il presidente dell'Azerbaigian incontrò il segretario generale della NATO Javier Solana, consegnandogli un documento che definisce le richieste per il ruolo dell'Azerbaigian nell'ambito della cooperazione con la NATO in conformità con il programma di Partnership per la Pace.

#### 1997
Nel gennaio del 1997 venne istituito un corpo di forze della pace azere. Nello stesso anno a Bruxelles venne aperta la sede di rappresentanza dell'Azerbaigian presso la sede della NATO a Bruxelles, mentre Baku aderì al programma di pianificazione e analisi (PPA) della NATO. Il 13 febbraio 1997, Javier Solana, su invito di Heydər Əliyev, si recò in Azerbaigian. Durante la visita, il segretario tenne riunioni con il presidente ed i ministri degli esteri e della difesa. Si rivolse anche ai deputati dell'Assemblea nazionale (Milli Mejlis) per illustrare lo sviluppo delle relazioni tra NATO e Azerbaigian.
A Sintra il 30 maggio 1997 si tenne un incontro ministeriale, dove fu deciso di sostituire il Consiglio di cooperazione del Nord Atlantico con il Consiglio di Partenariato Euro-Atlantico.
Tra il 4 e il 6 novembre 1997, a Baku, si tenne un seminario preparatorio alle esercitazioni di comando e di addestramento del personale, chiamato "Richiesta cooperativa", il primo evento organizzato in Azerbaigian nel quadro dell'Alleanza del Nord Atlantico e del Partenariato per la pace.
Il 14 novembre 1997 il Presidente dell'Azerbaigian firmò un ordine per consolidare la cooperazione tra l'Azerbaigian e la NATO.

### 1998
Tra il 30 settembre e il 1º ottobre 1998, Javier Solana per la seconda volta giunse a Baku, dove ebbe colloqui con il presidente dell'Azerbaigian, con il presidente dell'Assemblea nazionale (Milli Majlis) e con il primo ministro per gli affari e questioni euro-atlantiche, per la sicurezza regionale, e sulla NATO, come parte del programma del PfP.

#### 1999
Nell'aprile del 1999, il presidente della Repubblica dell'Azerbaigian, Heydər Əliyev, prese parte al 50º anniversario della NATO tenutosi a Washington, dove è intervenuto con un discorso. In quell'occasione affermò che la partecipazione dell'Azerbaigian al programma "Partnership for Peace" sarebbe stato di lunga durata. Tra il 27 e il 28 maggio 1999 a Baku si svolse l'ultima sessione del gruppo consultivo della politica atlantica nel quadro del Consiglio di Partenariato Euro-Atlantico nell'ambito del gruppo di esperti della NATO, presieduto dal vicesegretario generale per gli affari politici.
Dal settembre del 1999, un gruppo di lavoro sui temi della regione del Caucaso meridionale iniziò i suoi lavori nella capitale dell'Azerbaigian nel quadro del Consiglio di Partenariato Euro-Atlantico. Nello stesso tempo, il gruppo delle forze di pace dell'Azerbaigian ha iniziato a prendere parte all'interno del campo turco alle operazioni di mantenimento della pace in Kosovo, e dal 2002 - in Afghanistan.

### XXI secolo

#### 2000
Nell'aprile del 2000 a Baku si è tenuto un corso regionale sulla cooperazione civile-militare, che è stata la seconda fase del corso tenuto in Georgia. 
Tra il 20 e il 21 luglio 2000 nel quadro del Consiglio di Partenariato Euro-Atlantico/NATO a Baku si è tenuta una conferenza sulla "sicurezza energetica e questioni ambientali nel Caucaso".

#### 2001
Tra il 16 e il 17 gennaio 2001, il segretario generale della NATO, George Islay MacNeill Robertson si recò ufficialmente a Baku, per incontrare il presidente, il presidente dell'Assemblea nazionale (Milli Majlis), il primo ministro ed i ministri degli affari esteri e della difesa dell'Azerbaigian. Il segretario generale ha parlato davanti al collettivo studentesco e di docenti dell'Università statale di Baku ricevendo il titolo di dottore onorario della stessa università.
Tra il 12 e il 13 giugno 2001 si svolse con successo un seminario sul tema "Alloggio nei territori delle squadre di soccorso durante disastri naturali e sinistri", con la partecipazione di rappresentanti di partner e Stati membri della NATO all'interno del Consiglio di Partenariato Euro-Atlantico/NATO.
Tra il 21 e il 22 giugno 2001 si tenne a Baku un seminario congiunto dei governi della Svizzera e dell'Azerbaigian su "armamenti leggeri e di piccolo calibro: misure pratiche per l'attuazione degli attuali impegni OSCE e del Consiglio di Partenariato Euro-Atlantico". Partecipò un gruppo di lavoro speciale sugli armamenti leggeri e di piccolo calibro del Consiglio di Partenariato Euro-Atlantico, nonché da numerosi rappresentanti degli Stati membri dell'OSCE, rappresentanti della missione dell'OSCE in Georgia e Moldavia. I partecipanti al seminario definirono questo evento una concreta soluzione nella definizione dei problemi della regione Caucasica, prima del seminario dell'ONU.
Tra il 5 e il 17 novembre 2001, a Baku, si svolse il seminario, "Determinazione cooperativa del comando e dello staff". Contemporaneamente tra il 16 e il 17 novembre 2001 si è tenuto, sempre a Baku, nel quadro del Consiglio di Partenariato Euro-Atlantico/NATO, un seminario sulle "lezioni sulla cooperazione regionale nei Balcani" .

#### 2002
Il 7 febbraio 2002, Heydər Əliyev firmò un documento "sulle modifiche al decreto presidenziale" sulle misure per rafforzare ulteriormente la collaborazione tra la Repubblica di Azerbaigian e la NATO.
Tra il 17 e il 18 gennaio 2002, il presidente dell'Assemblea parlamentare della NATO, Rafael Estrada, si recò in Azerbaigian: durante la visita ha incontrato il presidente della Repubblica, il presidente dell'Assemblea nazionale (Milli Majlis) e il ministro degli affari esteri.
Tra il 7 e l'8 maggio dello stesso anno a Baku, si è tenuto un seminario sul tema, "Problemi ecologici del Mar Caspio" nel quadro della NATO/Comitato sui problemi della società moderna, in cui venne presentato un progetto speciale a breve termine sul Mar Caspio. Durante il seminario, anche il vice-segretario generale della NATO per la scienza e l'ecologia, Jan Fournet incontrò il presidente dell'Azerbaigian, nonché il vice-primo ministro, i ministri dell'ecologia e delle risorse naturali, gli affari esteri e l'istruzione e il presidente dell'Accademia nazionale delle scienze.
Tra il 27 e il 28 giugno 2002, nel quadro del Consiglio di Partenariato Euro-Atlantico/NATO a Baku, si è svolto un seminario intitolato, "Minacce alla cooperazione regionale nel Caucaso meridionale".
Il 19 novembre 2002, la Repubblica dell'Azerbaigian venne ammessa tra i membri associativi dell'Assemblea parlamentare della NATO.
Un vertice NATO si svolse a Praga tra il 21 e il 22 novembre 2002, vertice al quale partecipò la delegazione della Repubblica dell'Azerbaigian guidata dal presidente Heydər Əliyev.
Tra il 25 e il 26 novembre 2002, esperti di diversi paesi, rappresentanti del Comitato di pianificazione della comunicazione civile della NATO, visitarono ufficialmente la Repubblica dell'Azerbaigian.
Nel 2002 l'Azerbaigian decise di inviare in Afghanistan un contingente di pace, composto da 33 persone, mentre nel marzo del 2003 inviò in Iraq un contingente di 150 militari.

#### 2003
Tra il 15 e il 16 maggio 2003, il segretario generale della NATO visitò l'Azerbaigian. In quell'occasione ha partecipato a una riunione della Commissione per la cooperazione con la NATO. Durante l'incontro, il Presidente della Commissione, il primo vice-primo ministro dell'Azerbaigian, presentarono una lettera al Segretario Generale esprimendo il desiderio dell'Azerbaigian di aderire al Piano d'azione per partenariati individuali della NATO. L'Azerbaigian divenne uno dei primi stati che espresse il desiderio di aderire al Piano d'azione per partenariati individuali della NATO.
Dal 2003, la NATO partecipa al finanziamento ad una scuola estiva di Baku.

#### 2004
Tra il 12 e il 14 gennaio 2004, a Baku si tenne una prima conferenza sulla pianificazione dell'esercitazione della NATO sul tema "Cooperative Best Effort" alla quale avrebbero preso parte i rappresentanti di circa 30 paesi del Consiglio di Partenariato Euro-Atlantico/NATO.
Il 27 gennaio 2004 si tenne la riunione della fondazione dell'"Organizzazione euro-atlantica della gioventù azera", organizzazione non governativa creata da giovani laureati della scuola estiva della NATO. All'incontro parteciparono rappresentanti del governo, ambasciatori dei paesi della NATO accreditati in Azerbaigian, compresi i rappresentanti delle ambasciate, e rappresentanti dei media.
Tra il 14 e il 19 luglio dello stesso anno, a Baku, per la prima volta nella storia della NATO, ha avuto luogo la settimana della NATO, alla quale parteciparono il vice-segretario generale della diplomazia pubblica Jan Fournet e altri rappresentanti di alto livello. Nel giro di una settimana, a Baku si è tenuto un incontro del comitato scientifico della NATO, diversi seminari relativi alla scienza, diverse tavole rotonde e si è inaugurata la nuova scuola estiva della NATO. 
Tra il 28 e il 29 giugno 2004 si è tenuto a Istanbul un vertice della NATO, al quale ha partecipato anche il presidente dell'Azerbaigian, İlham Əliyev.
Tra il 26 e il 29 ottobre 2004 una delegazione guidata dal capo del dipartimento di pianificazione del dipartimento operativo della NATO, Diego Ruiz Palmer, ha visitato l'Azerbaigian per valutare i processi di gestione della crisi nazionale, oltre a fornire diverse raccomandazioni al riguardo.
Tra il 28 e il 29 ottobre 2004, a Baku, si è tenuta una riunione del gruppo di lavoro del Comitato speciale della NATO nell'ambito del Consiglio di Partenariato Euro-Atlantico. 
Tra il 4 e il 5 novembre 2004, il segretario generale della NATO, Jaap de Hoop Scheffer, si è recato in Azerbaigian, dove ha incontrato il presidente della Repubblica, partecipando inoltre all'incontro della Commissione di cooperazione della Repubblica dell'Azerbaigian e della NATO, incontrando anche il ministro degli affari esteri e gli studenti dell'Università statale di Baku.

#### 2005
Tra il 2 e il 3 febbraio 2005, a Baku, si è svolto un seminario diretto dal Vice Segretario generale della NATO Patrick Hardow nell'ambito del Consiglio di Partenariato Euro-Atlantico su "Economia, sicurezza e difesa - Riforme strutturali, compresi aspetti della sicurezza nella stabilizzazione macroeconomica e gestione delle risorse esistenti per la difesa". 
Tra il 6 e il 9 febbraio 2005, il rappresentante speciale del Segretario generale della NATO per il Caucaso meridionale e l'Asia centrale, R. Simons ha visitato l'Azerbaigian. La delegazione comprendeva l'esperto di relazioni del Caucaso meridionale e della NATO, Ramuldas Razuks.
Tra il 4 e il 9 aprile 2005, una delegazione internazionale della NATO e dell'Agenzia per la fornitura e l'approvvigionamento materiali e tecnici (NAMSA) ha visitato Baku: scopo principale del viaggio era la valutazione delle esigenze. Nell'ambito della visita, i membri della delegazione hanno tenuto riunioni presso l'Agenzia nazionale per la pulizia dei territori dalle mine (ANAMA). Durante la visita si sono tenuti incontri bilaterali con alti funzionari della Repubblica dell'Azerbaigian.
Nel 2005, l'Azerbaigian ha firmato con la NATO un "Piano d'azione di partenariato individuale," per un periodo di due anni.
Di anno in anno sono stati ampliati i programmi di finanziamento della scuola estiva di Baku, e, come risultato, nel 2005 venne istituita la Scuola internazionale della NATO in Azerbaigian (NISA). Gli argomenti dei seminari comprendevano la sicurezza energetica transatlantica, la sicurezza regionale e la sicurezza finanziaria. La NISA è ancora un forum attivo e produttivo per discutere di questioni di sicurezza internazionale da parte di studenti dell'Azerbaigian e di altri paesi.

#### 2006
Nel luglio del 2006, l'Azerbaigian e la NATO hanno aperto ufficialmente a Baku l'Euro-Atlantic Center, centro principale di acquisizione e diffusione informazioni per la NATO. Migliorare l'accesso alle informazioni e sensibilizzare l'opinione pubblica sulla NATO divenne uno dei principi fondanti per una fruttuosa cooperazione.
Nel 2006, con il sostegno del programma della NATO, "La scienza per la pace e la sicurezza", in Azerbaigian è stata creata un'unità mobile per neutralizzare il melange, al fine di convertire questa sostanza altamente tossica in fertilizzante.

#### 2007
Nel 2007, nell'ambito del piano d'azione per partenariati individuali, è stato firmato un secondo documento, in vigore fino al 2010. .

#### 2008
Nel 2008, l'Azerbaigian e la NATO hanno concordato un secondo documento del Piano d'azione per la partnership individuale. In quest'anno il numero del contingente militare dell'Azerbaigian in Afghanistan venne incrementato a 45 militari.

#### 2009 - 2010
Nel 2009 è scaduto il programma di "Partenariato per la Pace-2", ma nella primavera del 2010 venne raggiunto un accordo per rinnovare il programma per altri due anni, nel formato  "Partenariato per la Pace-3", ma il piano venne sospeso. Nel 2009 il numero del contingente militare dell'Azerbaigian in Afghanistan è stato raddoppiato, fino a 90 militari.
Nel 2010 è iniziata la preparazione del terzo piano d'azione per partenariati individuali con la NATO. Nello stesso anno, il ministro degli Esteri dell'Azerbaigian ha fatto una visita ufficiale a Bruxelles, nel quartier generale della NATO.

#### 2011
Dal 2011 il ritmo della collaborazione tra NATO e Azerbaigian è diminuito visibilmente.
Il 25 maggio, a Baku si è unito al "Movimento dei non-allineati", che unisce i paesi che hanno dichiarato la non partecipazione a blocchi e raggruppamenti politico-militari come base del loro corso di politica estera.

#### 2013
Il 1º luglio del 2013, la sessione estiva della NATO - Scuola Internazionale di Azerbaigian è stata inaugurata a Baku. All'inaugurazione, il coordinatore della NATO in Azerbaigian Daniel Cristian Ciobanu ha sottolineato il grande apprezzamento dell'Alleanza per il sostegno che l'Azerbaigian fornisce alle operazioni di mantenimento della pace in Afghanistan. Daniel Cristian Ciobanu ha anche menzionato nel suo discorso che l'Azerbaigian è il primo paese non membro della NATO, che ha dichiarato di essere pronto a continuare a fornire sostegno al mantenimento della pace in Afghanistan dopo il ritiro delle truppe dell'Alleanza nel 2014.

#### 2014
Nel gennaio del 2014 in onore del 20 ° anniversario dell'adesione dell'Azerbaigian nel programma "Partenariato per la Pace", İlham Əliyev ha fatto visita a Bruxelles, dove ha tenuto un discorso:

#### 2015
Nel marzo del 2015, nel centro di addestramento delle Forze armate dell'Azerbaigian, si è svolto un incontro di lavoro con un gruppo di esperti del quartier generale internazionale della NATO. È stato dedicato alla valutazione dell'attuazione della parte dei documenti del "Piano operativo individuale di partenariato" e del "Processo di pianificazione e analisi" relativo al Ministero della difesa dell'Azerbaigian. Durante l'incontro, è stata prestata attenzione alle riforme della difesa, alla cooperazione con la NATO e ai Paesi partner, al raggiungimento degli obiettivi e degli impegni nel quadro del piano operativo di partenariato individuale e del processo di pianificazione e analisi e dei piani futuri. Nell'agenda delle questioni discusse sono inoltre presenti il sostegno dell'Azerbaigian per il "Fondo fiduciario per la ricostruzione dell'Afghanistan", il piano congiunto Azerbaigian-NATO nel campo dell'istruzione e della formazione militare e le attività svolte nell'ambito del Concetto delle capacità operative. Le parti hanno inoltre esaminato le attività delle Forze armate dell'Azerbaigian dal gennaio 2015 come parte della missione "Pieno sostegno" in Afghanistan e le attività degli ufficiali azeri in vari quartieri generali della NATO nel quadro del "Partenariato per il personale".

#### 2016
Il 19 aprile 2016 nella sede NATO a Bruxelles, si è tenuto un incontro di 28 membri + 1 del Consiglio del Nord Atlantico per discutere gli obiettivi di partenariato nel documento "Processo di pianificazione e analisi". All'incontro hanno partecipato rappresentanti del Ministero della Difesa, del Ministero degli Affari Esteri, del Servizio di frontiera dello Stato dell'Azerbaigian e della Missione Permanente dell'Azerbaigian alla NATO. Sono stati discussi problemi di sicurezza regionale, riforme della difesa, adempimento di compiti nel processo di pianificazione e analisi, comprese le prospettive di espansione della cooperazione nel campo della compatibilità militare con la NATO.
Il 22-24 giugno 2016, una delegazione degli rappresentanti di 31 stati del Collegio di difesa della NATO a Roma, composta da 114 partecipanti al "Corso Superiore", che hanno visitato la Repubblica dell'Azerbaigian. Questa è la terza visita degli studenti del "Corso Superiore" in Azerbaigian. L'obiettivo principale del Collegio di difesa di NATO era quello di migliorare il modo di pensare strategico nella sfera politico-militare, compresa la formazione di funzionari e ufficiali di alto livello per servire e lavorare in posizioni importanti nella NATO. Prima di visitare l'Azerbaigian, gli studenti del corso hanno visitato Macedonia, Danimarca, Norvegia, Lettonia e Ucraina. Durante la visita all'università ADA, i funzionari del Ministero della Difesa, del Ministero degli Affari Esteri, del Servizio di sicurezza dello Stato e dell'Università dell'ADA hanno presentato le loro presentazioni riflettendo vari aspetti delle questioni di difesa e sicurezza della delegazione del Collegio di difesa della NATO.
All'inizio di ottobre 2016, secondo il "Programma di cooperazione per partenariato individuale tra il ministero della Difesa della Repubblica dell'Azerbaigian e la NATO per il 2016", il gruppo di formazione mobile del Comando della forza congiunta NATO a Brunssum (Paesi Bassi) ha tenuto un seminario su "Fondamenti di logistica". Durante il seminario, la delegazione della NATO ha informato i partecipanti sui "Fondamenti di logistica", "Pianificazione della logistica durante le operazioni" e altri argomenti. Anche durante il seminario, i gruppi di lavoro hanno tenuto discussioni e scambi di opinioni. All'evento hanno partecipato militari di vari tipi di truppe delle Forze Armate.
Il 19 ottobre 2016, in accordo con il Piano d'azione congiunto NATO-Azerbaigian per sostenere lo sviluppo del sistema di istruzione militare delle Forze armate, è arrivato a Baku un gruppo formato da esperti dell'Ufficio per il coordinamento delle lingue internazionali della NATO. Nell'ambito della visita, gli specialisti delle istituzioni educative militari specializzate nello studio delle lingue straniere verranno fornite con le informazioni sull'attuale sistema di istruzione utilizzato nei pertinenti centri della NATO, verrà svolto uno scambio reciproco di opinioni e verranno discusse opportunità di ulteriore cooperazione.
Il 24 novembre, nell'ambito dei "Giorni della NATO", un gruppo di esperti del Comando alleato per la trasformazione della NATO ha visitato l'Azerbaigian e in particolare l'accademia militare delle Forze Armate della Repubblica dell'Azerbaigian. La delegazione, guidata dal maggiore generale Odd Egil Pedersen, ha incontrato la dirigenza dell'Accademia. Durante la riunione, insieme a una discussione sui programmi attuati tra l'Azerbaigian e la NATO, si è svolto un ampio scambio di opinioni sulle attività congiunte NATO-Azerbaigian nel campo dell'istruzione e della formazione militare per aiutare lo sviluppo del sistema di istruzione militare delle Forze Armate. All'interno del programma dell'evento, il pubblico dell'Accademia militare è stato presentato con briefing "Struttura di comando della NATO", "Cooperazione NATO-Azerbaigian", "Analisi strategica del futuro", "Processo di pianificazione delle operazioni di NATO", "Concetto di opportunità operative", "NATO dopo il vertice di Varsavia" "Cooperazione NATO-Caucaso meridionale" e altri briefing.
I "giorni della NATO" nelle Forze Armate dell'Azerbaigian sono durati fino al 25 novembre.

#### 2017
Il 13 marzo l'Ufficio internazionale di cooperazione militare ha tenuto un incontro di lavoro con un gruppo di esperti della NATO sull'attuazione dei documenti "Processo di pianificazione e analisi" e "Piano di azione individuale per il partenariato" relativi al Ministero della difesa della Repubblica dell'Azerbaigian.
Il 2 maggio si è tenuto un incontro presso il Comitato di sicurezza cooperativa e di partenariato della NATO presso la sede della NATO nel formato "NATO + Azerbaigian" dove è stato discusso il documento di valutazione "Processo di pianificazione e analisi" dell'Azerbaigian per il 2017. Durante l'incontro, insieme ai rappresentanti del Ministero della difesa, hanno preso parte rappresentanti autorizzati di altre strutture competenti dell'Azerbaigian. Durante l'incontro le parti hanno discusso le riforme nel campo della difesa, la cooperazione con la NATO e i paesi partner, l'attuazione di obiettivi e impegni e un piano comune per l'educazione e la formazione militare tra l'Azerbaigian e la NATO.
Il 29 giugno 2017, il ministro della difesa Zakir Hasanov ha preso parte a una riunione del Consiglio dell'Alleanza Nord Atlantica a Bruxelles, che si è svolta a livello di ministri della difesa esprimendo forte sostegno alla missione in Afghanistan. Durante la sua visita, il ministro ha incontrato il vice-segretario generale della NATO, la signora Rose Gottemoeller. Le parti hanno scambiato gli opinioni sulle relazioni fra Azerbaigian e NATO, una proficua cooperazione con l'Alleanza di difesa e il contributo che l'Azerbaigian apporta alla missione. Durante l'incontro, il ministro della difesa ha informato il vice-segretario generale della NATO sul conflitto armeno-azero del Nagorno Karabakh.
A settembre del 2017, secondo il programma di collaborazione per partenariati individuali tra il Ministero della difesa della Repubblica dell'Azerbaigian e la NATO per il 2017, il gruppo di formazione mobile della NATO ha condotto vari corsi di formazione su argomenti rilevanti nell'Aeronautica dell'Azerbaigian.
Il 7 settembre dello stesso anno, il primo vice ministro della difesa dell'Azerbaigian, capo dello stato maggiore delle Forze Armate, il colonnello generale Najmeddin Sadykov ha incontrato la delegazione guidata dal presidente del comitato militare dell'Alleanza del Nord Atlantico, il generale Peter Paul. N. Sadykov, notando lo sviluppo dei legami militari con l'Alleanza del Nord Atlantico, ha parlato della cooperazione militare tra l'Azerbaigian e la NATO, comprese le attività delle Forze armate dell'Azerbaigian nel quadro di vari programmi della NATO, nonché il contributo alla missione di non combattimento "pieno sostegno" in Afghanistan.
Il 26 settembre il ministro della difesa della Repubblica dell'Azerbaigian, il colonnello generale Zakir Hasanov, ha incontrato una delegazione guidata dal Rappresentante speciale del segretario generale della NATO per il Caucaso e l'Asia centrale, James Appathurai. Toccando il conflitto armeno-azero del Nagorno-Karabakh, il ministro ha sottolineato che l'aggressione militare dell'Armenia rappresenta una seria minaccia per la sicurezza regionale. Durante l'incontro si è svolto un ampio scambio di opinioni sui progetti attuati nel quadro di vari programmi, lo stato attuale e le prospettive per lo sviluppo delle relazioni tra l'Azerbaigian e la NATO.
Il 26 ottobre 2017, secondo il piano di rotazione, un gruppo di 50 militari delle forze armate dell'Azerbaigian, che fa parte della missione di non combattimento "pieno sostegno", condotta dalla NATO in Afghanistan, è tornato a Baku. La missione di mantenimento della pace delle Forze armate dell'Azerbaigian in Afghanistan era incominciata il 20 novembre 2002.